# Delta do Saloum
O delta do Saloum é um delta fluvial no Senegal, na desembocadura do Rio Saloum que flui até o Oceano Atlântico O delta cobre 180.000 hectares e se estende 72,5 quilômetros ao largo da costa e 35 quilômetros para o interior.
Algumas das espécies de aves que criam ninhos ou passam o inverno na área são o Thalasseus maximus, flamingo comum, Platalea leucorodia, Calidris ferruginea, Arenaria interpres e Calidris minuta. Além de ser um valioso terreno de cria para aves, o delta contem 218 montículos formados por conchas de moluscos e em 28 deles foram desenterrados vários objetos artesanais de locais funerários nas proximidades dos montículos. Estes objetos tem proporcionado um importante conhecimento sobre a história da ocupação humana na área.

## UNESCO
A UNESCO inscreveu o Delta do Saloum como Patrimônio Mundial por "ser importante para a compreensão das culturas de vários períodos da ocupação do delta e testemunha a história do assentamento humano ao longo da costa no Oeste da África"